# Kedungringin (Tunjungan)
Kedungringin is een bestuurslaag in het regentschap Blora van de provincie Midden-Java, Indonesië. Kedungringin telt 1033 inwoners (volkstelling 2010).